# Ingrid Segers
Ingrid Segers (Geleen, 5 juli 1963) is een voormalige Nederlands-Belgische handbalspeler en handbaltrainer. Segers heeft een Belgische nationaliteit.

## Biografie

### Spelersloopbaan
Segers is geboren in het Nederlands-Limburg Geleen en groeide op in Urmond, alhoewel ze de Belgische nationaliteit bezit. Toen Segers acht jaar oud is, kwam ze voor het eerst in contact met de handbalsport. Ze begon met handballen bij IVS in Urmond. Later, als junior, maakte ze de overstap naar Sittardia. Toen Sittardia enkele seizoenen later degradeerde uit het hoogste niveau en te maken kreeg met een leegloop bij de club, besloot Segers de overstap te maken naar Mosam. Bij Mosam speelde ze samen met haar jongere zus Maud Segers. Tot 1988 kwamen de twee zussen uit voor Mosam, waarna ze allebei verkasten naar Vlug en Lenig. Met Vlug en Lenig werd Segers in 1990 landskampioen door in de finale PSV te verslaan. In 1991 vertrok Segers bij Vlug en Lenig en ging in België spelen voor Visé spelen.
Segers debuteerde in december 1986 voor het nationaalteam van België tegen Tsjecho-Slowakije. In totaal kwam ze vijftigmaal uit voor de nationale ploeg.

### Trainersloopbaan
Als coach begon Segers bij Blauw-Wit in Neerbeek. Vervolgens was ze actief bij Sint Truiden en tussen 1998 en 2001 weer bij Vlug en Lenig als trainster. Vanaf 2001 was ze achtereenvolgens coach van Initia Hasselt, Fémina Visé en BFC. In 2011 werd ze aangesteld als interim-coach van Bevo HC, hierna besloot Segers te stoppen met coachen omdat ze meer tijd wilde besteden aan haar gezin.
In 2019 ging Segers weer terug van Fémina Visé als coach, echter na één seizoen moest ze vertrekken bij Visé.